# Ендрю Плоткін
Ендрю Плоткін (англ. Andrew Plotkin, народився 15 травня 1970 року), також відомий як Zarf, є центральною фігурою в спільноті сучасної інтерактивної літератури англійською мовою. Він написав ряд ігор, відзначених нагородами, і розробив низку нових форматів файлів, інтерпретаторів та інших утиліт для проєктування, виробництва та запуску ігор інтерактивної літератури. Плоткін широко визнаний як за його творчий, так і за технічний внесок у інтерактивну літературу користувачів-ентузіастів.
Плоткін був одним із перших письменників, які використовували систему розробки Inform Грема Нельсона, і одним із перших із часів розквіту Infocom, хто дослідив межі інтерактивної літератури як художнього засобу. Багато пізніших авторів називають його основним впливом. Він отримав багато нагород у спільноті та часто дає інтерв'ю для журнальних статей про інтерактивну фантастику.
Плоткін також зробив великий технічний внесок у середовище інтерактивної літератури, розробивши формат архіву Blorb, платформу вводу-виводу Glk і віртуальну машину Glulx, а також реалізувавши Glulx Inform і кілька інтерпретаторів інтерактивної літератури для Macintosh і X. API Glk зробив можливим створення інтерпретаторів «універсального перекладача», таких як Gargoyle, єдиної програми, здатної запускати всі формати інтерактивної художньої літератури.
Ігри, створені Плоткіним:
- Freefall (1995; клон Tetris — можливо, перше так зване зловживання Z-машиною)
- A Change in the Weather (1995; переможець 1995 IF Comp 's Inform division)
- So Far (1996; того року володар багатьох нагород XYZZY Awards, зокрема за найкращу гру)
- The Space Under the Window (1997)
- Spider and Web (1998; володар багатьох нагород XYZZY Awards того року, в тому числі за найкращу гру)
- Hunter, in Darkness (1999; переможець XYZZY Awards за найкращу особисту головоломку та найкраще налаштування)
- Shade (2000; лауреат премії XYZZY за найкращу постановку)

Серед інших ігор Ендрю Плоткіна:
- Lists and Lists (1996), вступний курс мови програмування Scheme
- The Dreamhold (2004), загальна навчальна гра IF
- Delightful Wallpaper (2006; шосте місце на IF Comp та переможець Міс Конгеніальність)
- Dual Transform (2010)
- Hoist Sail for the Heliopause and Home (2010)

24 червня 2014 року Плоткін опублікував вихідний код кількох своїх ігор для освітніх цілей.

## Інша робота
Він написав колишню умовно-безкоштовну гру-головоломку System's Twilight. Плоткін з'являється як персонаж у Being Andrew Plotkin, інтерактивній фантастичній грі Дж. Робінсона Вілера, частково заснованій на фільмі Being John Malkovich.
Ще студентом Університету Карнегі-Меллона Плоткін був одним із перших членів Carnegie Mellon KGB. Він створив знакову гру для організації «Capture the Flag with Stuff», у яку зараз грають кілька сотень студентів кожного семестру.
У 1997 році Плоткін розробив оновлену версію соціальної гри Дмитра Давидова «Мафія», замінивши персонажів «мафії» на перевертнів. Версія гри Плоткіна згодом стала популярною в університетах і на конференціях у Сполучених Штатах, а набір карток був виготовлений Looney Labs.
Він також зробив внесок у спільноту Icehouse як у розробці гри Branches & Twigs & Thorns, так і в створенні кількох користувальницьких наборів частин. Протягом 2006 року він брав участь у платформі онлайн-ігор з відкритим кодом Volity і створив або допомагав у створенні онлайн-версій пірамідної гри Treehouse та інших ігор Looney Labs для демонстрації платформи.
У 2019 році він разом із Адрі Міллзом створив конференцію про ігри NarraScope, присвячену інтерактивному оповіданню, пригодницьким іграм та інтерактивній фантастиці.